# Syllepte carbatinalis
Syllepte carbatinalis is een vlinder van de familie van de grasmotten (Crambidae). De wetenschappelijke naam van deze soort is voor het eerst voorgesteld als Pramadea carbatinalis door Charles Swinhoe in een publicatie uit 1890.
De soort komt voor in Myanmar.